# Guillermo Maripán
Guillermo Maripán   (San Miguel, 6 de maig de 1994) és un futbolista professional xilè que juga com a central pel Torino FC. És internacional amb la selecció xilena.

## Carrera de Club

### Universidad Catòlica
Maripán va debutar amb la Universidad Católica jugant els darrers 15 minuts contra l'Audax Italiano a l'Estadio Bicentenario el 2013. Posteriorment va jugar també contra l'Audax Italiano, aquest cop tot el partit, a la copa xilena. El mateix any fou titular per primer cop amb la Universidad Catòlica en un partit de la primera divisió xilena, aquest cop contra el CD Cobresal.

### Alavés
El 7 de juliol de 2017, Maripán va marxar a l'estranger per primer cop en la seva carrera, en signar un contracte per quatre anys amb el Deportivo Alavés de La Liga.

### AS Monaco
El 24 d'agost de 2019, Maripán va fitxar per l'AS Monaco FC de la Ligue 1 per cinc anys.

## Internacional
Maripán fou convocat per la selecció xilena per la China Cup 2017 a la Xina.
Maripan fou convocat novament per jugar els partits de classificació pel Mundial de futbol 2018 contra el Brasil i l'Equador.

## Palmarès

### Club
Universidad Católica
- Campeonato Nacional: Clausura 2015–16, Apertura 2016–17
- Supercopa de Xile: 2016